# Carya lecontei
Carya lecontei är en valnötsväxtart som beskrevs av Elbert Luther Little. Carya lecontei ingår i släktet hickory, och familjen valnötsväxter. Inga underarter finns listade i Catalogue of Life.